# Salah ad-Din Szaban
Salah ad-Din Szaban (arab. صلاح الدين شعبان) – egipski zapaśnik walczący w stylu klasycznym. Srebrny medalista mistrzostw Afryki w 1984 roku.